# Spirit of Australia

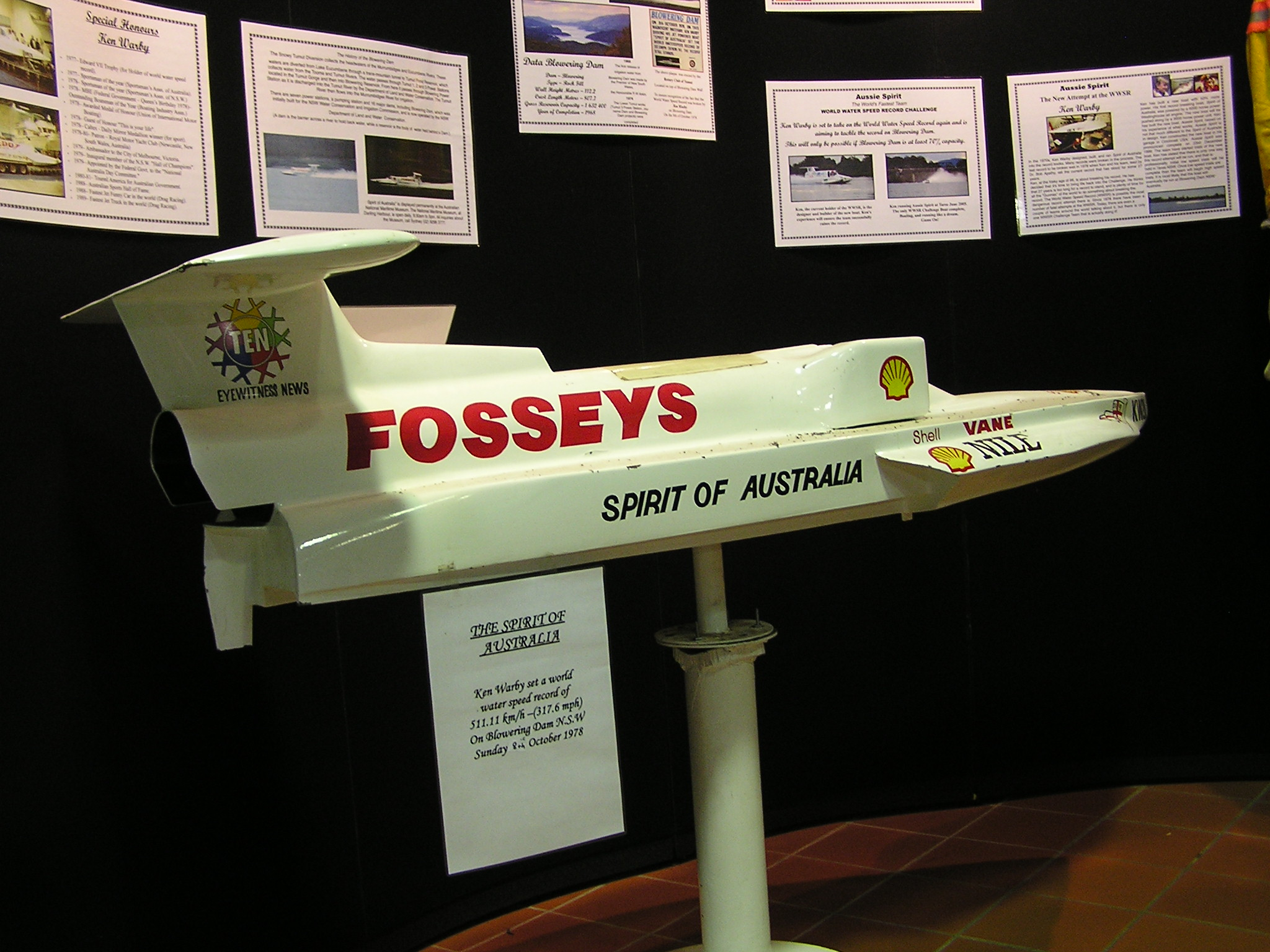
Maquette du "Spirit of Australia", utilisé par Ken Warby pour battre le record de vitesse d'un bateau sur l'eau.

Spirit of Australia est un bateau à moteur avec lequel Ken Warby établit le record de vitesse aquatique avec 511,128 kilomètres à l'heure (317,60 mph). Ce record est établi au barrage Blowering Dam, en Nouvelle-Galles du Sud à environ 400 km au sud-sud ouest de Sydney, le 8 octobre 1978.